# Даште-Абадан

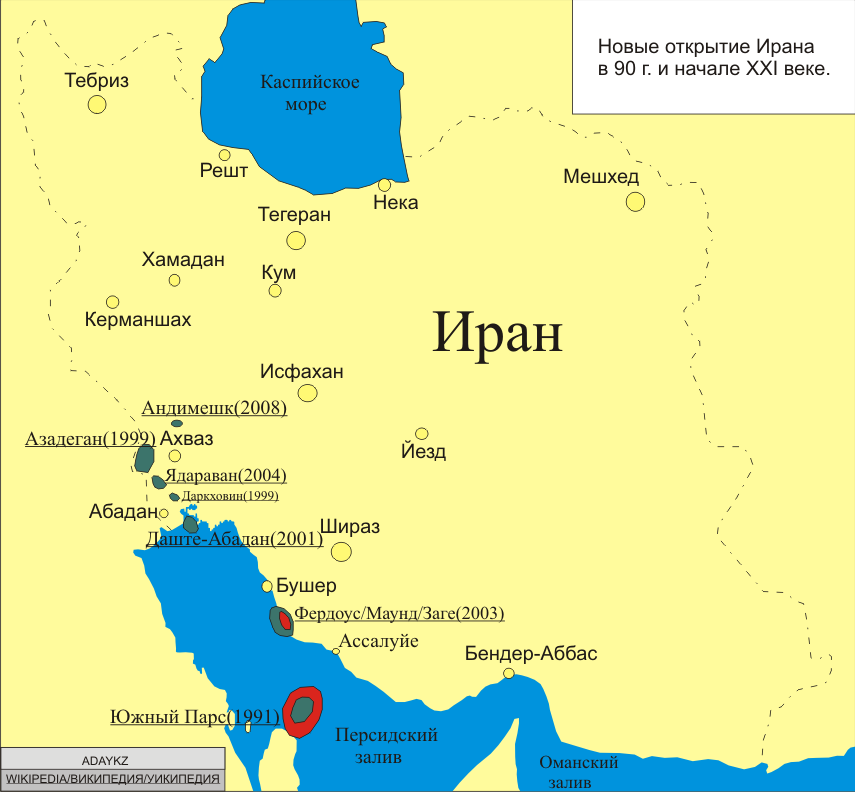

Даште-Абадан (англ. Dasht-e-Abadan) — гигантское нефтяное месторождение Ирана, находящие в северо-западной части Персидского залива около города Абадан. Открыто иранскими геологами в 2003 году. Стала крупным открытием вместе Азадеганом.
Геологические запасы месторождения оцениваются в 10 млрд баррелей или 1,4 млрд тонн нефти.
Оператор по разработке пока не определен.